# Siemens A65
El Siemens A65 es un teléfono móvil 2G básico de Siemens y que hoy en día ha sido descatalogado.
Pertenece a las series de teléfonos de formas redondeadas y antena interior de Siemens. Comercializado en colores plateados (sparkling silver, mystery silver), algunos operadores de red le ha dotado de colorido propio (por ej., Virgin lo tiene en color rojo). Soporta carcasas intercambiables. Utiliza el conector Siemens Lumberg, con soporte de comunicaciones serial por RS-232 y USB (mediante cables opcionales). El cable USB puede ser solo de datos, solo cargador o, más frecuentemente, ambos casos. Se entrega con un cargador dual 125/220 V.
Almacena una lista de 10 llamadas recibidas, 10 enviadas, 10 perdidas. Agenda interna de 50 entradas. Tiene soporte de politonos, vibración, mensajes SMS, EMS y MMS. Soporta WAP 1.2.1 y Java MIDP 2.0 Viene con los juegos Stack Attack Jr, Wappo y Magic Picture, soportando la carga de nuevos. Tiene Asistente de escritura T9, conversor de moneda, calculadora, lista de notas. Aviso de llamada en espera, llamada múltiple, identificación de llamada, rechazo de identificación e Indicación de gasto de llamada. Soporta una cámara digital opcional que se conecta al peine de datos, y, en general, cualquier accesorio compatible con dicho peine de datos.
Un problema común de este celular es que con el tiempo deja de funcionar: al intentar encenderlo, aparece la pantalla azul por aproximadamente 3 segundos y luego se apaga. Para solucionarlo se debe disponer de un cable de datos y con él resetear la memoria del celular mediante el programa Joker. También se han detectado unos sonidos al intentar establecer comunicación y cuando la persona a la que se llama no contesta. Es importante evitarlos porque pueden dañar el pabellón auditivo si se abusa mucho de este móvil. 

## Accesorios oficiales
- Manos Libres
  - Car Kit Easy HKP-700
  - Car Kit Easy Upgrade HKO-700
  - Auricular PTT HHS-510
  - Auricular Purestyle HHS-610
- Batería Li-Ion 700 mAh EBA-510
- Cargador de Viaje EU ETC-500
- Cargador de Coche Plus ECC-600
- Soporte Escritorio Stand EDS-600
- Funda Piel FCL-600
- Cables de datos
  - RS-232 : Cable de Datos DCA-500
  - USB : Cable de Datos USB DCA-510